# Amir Karić
Amir Karić (* 31. Dezember 1973 in Velenje) ist ein ehemaliger slowenischer Fußballspieler, der hauptsächlich als linker Verteidiger und im linken Mittelfeld eingesetzt wurde.

## Karriere

### Vereinskarriere
Karić begann seine Profikarriere 1991 beim NK Rudar Velenje, wo er bis 1993 spielte und in 60 Ligaspielen 17 Tore erzielte. 1993 wechselte er zum NK Maribor und absolvierte dort bis 1997 95 Ligaspiele mit 12 Toren. In der Saison 1997/98 spielte er für Gamba Osaka in Japan, kehrte jedoch 1998 zum NK Maribor zurück, wo er bis 2004 blieb. Während dieser Zeit wurde er 2000 an Ipswich Town ausgeliehen, kam jedoch nicht zum Einsatz, und 2001 an Crystal Palace, wo er drei Spiele bestritt.
2004 wechselte er zum FK Moskau und absolvierte vier Ligaspiele. Anschließend spielte er für verschiedene Vereine, darunter ND Mura 05, AEL Limassol, FC Koper, Anorthosis Famagusta, Interblock Ljubljana, NK Olimpija Ljubljana und NK Malečnik. Nach seinem Engagement beim USV Murfeld Süd (2013–2018) spielte er von 2018 bis 2022 erneut für den NK Malečnik.

### Nationalmannschaft
1996 debütierte Karić für die slowenische Fußballnationalmannschaft. Mit der slowenischen Nationalmannschaft qualifizierte er sich erfolgreich für die Fußball-EM 2000 und Fußball-WM 2002. Karić bestritt 64 Länderspiele und erzielte dabei ein Tor.

## Errungene Titel
- Slovenska Nogometna Liga: 1997, 1999, 2000, 2001, 2002, 2003, 2010
- Slowenischer Fußballpokal: 1994, 1997, 1999, 2004, 2006